# Joan Ballarà i Serra
Joan Ballarà i Serra (Cardona, El Bages, 11 de novembre de 1930 - Solsona, El Solsonès, 11 de novembre de 2015), prevere, músic i compositor català, va ser mestre de capella de la Catedral de Solsona.

## Biografia
Va néixer a Cardona on va començar a estudiar música als 9 anys amb el mestre de l'escolania parroquial. El següent any va ingressar al Seminari Diocesà de Solsona on va continuar la seva formació musical que complementava amb els estudis de cant gregorià i litúrgia que durant els estius rebia al Monestir de Montserrat. Va estudiar Harmonia i Contrapunt amb el mestre Cristòfor Taltabull i piano amb Anna Fernández i Recasens, professora de l'Acadèmia Marshall.
Llicenciat en Sagrada Teologia a Salamanca, va ser ordenat prevere el 19 de juliol de 1953 i al llarg de la seva vida sacerdotal va desenvolupar diferents destins i càrrecs a la diòcesi de Solsona: coadjutor de Mollerussa, coadjutor de Cervera, regent de Castelladral, ecònom de Santasusagna, encarregat de Clariana i rector de Santasusagna. Va ser vocal de la comissió diocesana de Música Sacra i l'any 2001 va ser nomenat canonge de la Catedral de Solsona.
Va ser el mestre de capella de la Catedral de Solsona (1960-1979), responsabilitat que va guanyar per oposicions i que va deixar arran de la decisió del bisbe Miquel Moncadas de suprimir-ne el càrrec. També va ser el mestre director de l'Escolania de la Mare de Déu del Claustre i organista del santuari (1964-1976). Va ser professor del Seminari de Solsona -on va exercir com a prefecte de música-, consiliari de l'Orfeó Nova Solsona i es va dedicar a l'ensenyament musical d'infants. A partir de 1990, quan Antoni Deig és nomenat bisbe de Solsona i inicià la restauració del culte catedralici, es prestà per suplir la vacant d'organista de la Catedral de Solsona i s'encarregà de recuperar l'instrument a banda de tocar-lo.
L'11 de novembre de 2015 va morir a Solsona a l'edat de 85 anys després d'una llarga malaltia.

## Obra
La seva obra musical és fruit de les necessitats que anaven sorgint en l'exercici de les seves responsabilitats musicals: música coral per als concerts del cor del Seminari de Solsona, obres litúrgiques per la capella de música de la Catedral de Solsona o repertori marià per l'Escolania de la Mare de Déu del Claustre. La seva producció més significativa, però, és amb motiu de la introducció del català a la litúrgia romana per poder cantar els textos de la missa en català.

## Publicacions
Part del seu repertori litúrgic compost per poder cantar els textos de la missa en català va ser publicat en els següents dos volums:
- El salm responsorial dels diumenges i festes (2000).[4]
- Els cants propis de la missa dels diumenges i festes (2003).[5]

## Discografia
Alguns dels seus treballs i harmonitzacions han estat publicades en les següents gravacions:
- POLIFÒNICA DE PUIG-REIG. Goigs de la Mare de Déu del bisbat de Solsona [enregistrament sonor]. Barcelona: Àudio-Visuals de Sarrià, 1993. 1 disc sonor (CD).[6]
- FONT i PARERA, Josep (1913-1971). Homenatge a Josep Font i Parera [enregistrament sonor]. Barcelona: EUCU, 1995. 1 disc sonor (CD).[7]